# Serahi
Serahi is een bestuurslaag in het regentschap Bangli van de provincie Bali, Indonesië. Serahi telt 1325 inwoners (volkstelling 2010).